# Herbert Gadsch
Edmund Herbert Gadsch (* 7. April 1913 in Mittweida; † 3. Februar 2011 in Großenhain) war ein deutscher Kirchenmusiker und Komponist.

## Leben
Herbert Gadsch wurde am 7. April 1913 in Mittweida geboren. Sein Vater sang im Chor und spielte verschiedene Instrumente. Aufgewachsen in einer musikalischen Familie, stand für Gadsch schon früh fest, dass er Musiker werden wollte. Er studierte 1930 bis 1935 am Leipziger Konservatorium Orgel, Klavier und Tonsatz, u. a. 1934–1937 bei Johann Nepomuk David. 1937 war er Kirchenmusiker an St. Marien in Großenhain. Im gleichen Jahr heiratete er Ilse Wußmann, die er in Mittweida kennengelernt hatte. Aus der Ehe gingen drei Töchter hervor. 1939 übernahm er die Leitung des Posaunenchores. Nachdem Gadsch 1942 als Soldat in den Zweiten Weltkrieg musste, kehrte er erst 1950 aus sowjetischer Gefangenschaft zurück. Im gleichen Jahr übernahm er unter schwierigen Bedingungen wieder das Amt des Kantors und Organisten in Großenhain. Von 1952 bis 1981 arbeitete er zudem als Kirchenmusikdirektor des Kirchenbezirkes Großenhain und von 1973 bis 1993 als Leiter des katholischen Chores Großenhain.
Von 1952 bis 1986 unterrichtete er an der damaligen Landeskirchenmusikschule in Dresden Tonsatz, liturgisches Orgelspiel und Geschichte der Kirchenmusik. Seine musikalische Kompetenz und Fürsorge hinterließen bei den Studenten und Mitarbeitern einen tiefen Eindruck. In seinen beiden letzten Lebensjahrzehnten stand das Komponieren im Mittelpunkt.
Im Jahr 2007 konnte Herbert Gadsch mit seiner Frau Ilse die Gnadenhochzeit, das 70-jährige Ehejubiläum feiern. 2011 starb er hochbetagt im Alter von 97 Jahren in Großenhain, der Stadt, die für ihn mehr als sieben Jahrzehnte Lebensmittelpunkt war und ihn im Jahr 2000 mit der Preuskermedaille ehrte.

## Musikalisches Schaffen
Gadsch beschränkte sein Schaffen bewusst nicht nur auf sakrale Kompositionen. Ihm war ein breites Spektrum wichtig, so gehörten für ihn weltliche Werke immer dazu. Besonders gern komponierte er auch für Kinder, er vertonte etwa die Kindermesse von Dietrich Mendt und schrieb das Musical Das musikalische Nashorn auf einen Text von Peter Hacks.
Der Nachlass von Herbert Gadsch wird in der Musikabteilung der Sächsischen Landesbibliothek – Staats- und Universitätsbibliothek Dresden aufbewahrt und umfasst 14 Kapseln mit Kompositionsautographen, Kopien autographer Vorlagen, Veröffentlichungen Herbert Gadschs, Schallplatten und Unterrichtsaufzeichnungen aus seiner Lehrtätigkeit in den Fächern Musiktheorie- und Tonsatz.

## Werke (Auswahl)
- Erhalt uns, Herr, bei deinem Wort. Rondo über Luther-Lieder. Für Orgel (Sonat-Verlag, Kleinmachnow, 1998/2017)
- Missa sine Credo für Chor a cappella (Berlin 2005)
- Partita für Orgel über Grosser Gott, wir loben dich (Berlin 2006)
- Himmel, Erde Luft und Meer – Variationen für Blockflöte
- Kleine Festmusik
- Tochter Zion – Festliche Weihnachtsmusik für Alt-Solo, 3-stimmigen Chor SAB und Orgel Berliner Chormusik-Verlag/Edition Musica Rinata
- 11 leichte Praeludien für Orgel manualiter
- Lobe den Herren
- Psalmkonzert
- Markuspassion, Berliner Chormusik-Verlag/Edition Musica Rinata
- Chromatische Chaconne
- Wir wollen alle fröhlich sein – Auf, auf, mein Herz, mit Freuden – doppelchörige Ostermotette
- Weihnachtsmusik über ein russisches Volkslied – für Orgel (Berlin 2012)

## Schriften
- Herbert Gadsch: Umgang mit dem Kirchenlied – Alte Praktiken und neue Möglichkeiten. Evangelische Verlagsanstalt, Berlin 1978.
- Herbert Gadsch: Liedbegleitung – einmal anders.
- Herbert Gadsch und Joachim Jänke: Kleine Geschichte der Grossenhainer Kantorei.